# Volkswagen Infotainment
Die Volkswagen Infotainment GmbH befasst sich mit den Soft- und Hardwarekomponenten in den Bereichen Vernetzung und Datenaustausch für die Fahrzeugmarken im Volkswagenkonzern.

## Geschichte
Das Unternehmen wurde im Jahr 2014 als 100-prozentige Konzerntochter der Volkswagen AG gegründet. Am Firmensitz in Bochum wurde 2015 in der Nähe der Ruhr-Universität Bochum das europäische Entwicklungszentrum von Blackberry übernommen. Aktuell hat das Unternehmen 1203 Mitarbeiter.
Im Zuge des Wachstums ist die Firma im ersten Quartal 2024 in ein neues Hauptquartier auf MARK 51°7 umgezogen. Grundsteinlegung für den Bau des Neubaus war am 3. März 2022. Im neuen Unternehmenssitz in Bochum sollen zukünftig bis zu 1200 Menschen arbeiten können.

## Unternehmen
Das Unternehmen arbeitet an der Fahrzeugvernetzung sowie Softwareentwicklung. Das Unternehmen befasst sich weiterhin mit alle Funktionen und Kompetenzen zur Entwicklung von Kommunikations- und Steuergeräten im Fahrzeugumfeld.

### Standorte
- Bochum (Zentrale)[6]
- Wolfsburg (Niederlassung)[3][6]